# Puerto Viejo
Puerto Viejo è un distretto della Costa Rica, capoluogo del cantone di Sarapiquí, nella provincia di Heredia.
Puerto Viejo comprende 20 rioni (barrios):
- Ahogados
- Arbolitos
- Arrepentidos
- Boca Ceiba
- Boca Río Sucio
- Bun
- Cabezas
- Chilamate
- Cristo Rey
- Jormo

- La Guaria
- La Tigra
- Las Marías
- Media Vuelta
- Muelle
- Pavas
- San José
- San Julián
- Vega de Sardinal
- Zapote